# Пегишев, Юрий Петрович
 Юрий Петрович Пегишев  (2 января 1939 года — 1 сентября 2005 года) — мастер строительных и монтажных работ Бирской межколхозной строительной организации БАССР. Полный кавалер ордена Трудовой Славы.

## Биография
Юрий Петрович Пегишев родился 2 января 1939 г. в с. Пономарёвка Бирского района БАССР.
Образование — неполное среднее. В 1957 г. окончил Уфимскую строительную школу.
Трудиться начал в 1956 г. каменщиком строительного треста № 21 в г. Уфе. В 1958—1961 годах служил в Советской Армии. С 1962 г. работал в Бирской межколхозной строительной организации (ныне — ОАО ПМК «Бирская-1») каменщиком, затем — бригадиром каменщиков, мастером строительных и монтажных работ.
Ю. П. Пегишев внёс большой вклад в развитие строительной отрасли г. Бирска и Бирского района. При его участии построены животноводческие комплексы в с. Осиновка, Печенкино, Улеево, комплекс по переработке зерна в с. Силантьеве, предприятие по производству кормов в д. Кондаковка, кирпичный завод в с. Пономарёвка, школа на 320 мест в с. Шелканово и др.
С 1994 г. находился на пенсии.
Юрий Петрович Пегишев умер в 2005 году.

## Награды
За самоотверженный высокопроизводительный долголетний труд на одном предприятии Ю. П. Пегишев награждён орденами «Знак Почёта» (1966), Трудовой Славы I (1991), II (1981), III (1977) степени, медалями.